# مار-ماک (کارولینای شمالی)
مار-ماک (به انگلیسی: Mar-Mac) شهری در ایالت کارولینای شمالی کشور ایالات متحده آمریکا است که جمعیت آن در سرشماری سال ۲۰۱۰ میلادی، ۳٬۶۱۵ نفر بوده‌است.